# مهند محادین
مهند محادین (انگلیسی: Mohannad Mahadeen؛ زادهٔ ۷ آوریل ۱۹۷۳) بازیکن فوتبال اهل اردن بود.
از باشگاه‌هایی که در آن بازی کرده‌است می‌توان به باشگاه ورزشی الفیصلی و باشگاه ورزشی المحرق اشاره کرد.
وی همچنین در تیم ملی فوتبال اردن بازی کرده‌است.